# Rashid (carabina)
A Rasheed (ou às vezes conhecida como Rashid) é uma carabina semiautomática, derivada do fuzil Hakim e usada pelos militares egípcios. Apenas cerca de 8.000 foram feitas.
A Rasheed foi projetada pelo engenheiro sueco Erik Eklund, que a baseou em seu fuzil Hakim anterior, que era uma versão ligeiramente modificada do fuzil sueco Ag m/42.

## Projeto
A carabina se assemelha à carabina SKS soviética, particularmente na baioneta de lâmina giratória permanentemente fixada, que parece idêntica à sua contraparte russa. A baioneta de lâmina de 305 mm gira de um suporte sob o cano, de volta a uma ranhura recuada na coronha dianteira.
A carabina possui alça de mira em escada, com posição de "batalha" para tiros de curto alcance, bem como incrementos de 100 a 1000 metros, embora esta última distância exceda em muito o alcance efetivo de 300 metros da arma.
O mecanismo semiautomático é operado a gás através do sistema de pressão direta. O manual de treinamento egípcio fazia com que os operadores usassem pentes para recarregar. No entanto, o gás quente aqueceria o receptáculo e causaria queimaduras quando os dedos tocassem no receptáculo.
A Rasheed tem capacidade para 10 tiros.

## Variantes

### Fuzil Baghdad
O Baghdad é uma variante da Rasheed, fabricado com o mesmo maquinário de 1969 a 1977.

## Operadores
- Egito[7]
- Iraque: Usou o fuzil Baghdad.[6]